# Hunasanalu, Nanjangud
Hunasanalu là một làng thuộc tehsil Nanjangud, huyện Mysore, bang Karnataka, Ấn Độ.